# 藤澤茜
藤澤 茜（ふじさわ あかね、1971年 - ）は日本の日本文学・芸術史学者。専門は江戸文化史・浮世絵研究。神奈川大学国際日本学部准教授。

## 来歴
1971年東京都生まれ。学習院大学文学部、同大学院文学研究科を経て同大学文学部助手。現在は、神奈川大学国際日本学部准教授を務める。

## 主要業績

### 単著
- 『改訂版　歌川派の浮世絵と江戸出版界』勉誠出版、2001年　ISBN 978-4-585-10081-2
- 『藤間家所蔵浮世絵全覧』公孫樹舎、2013年　ISBN 4990403290
- 『浮世絵が創った江戸文化』笠間書院、2013年　ISBN 4305706881
- 『浮世絵　The collection of ukiyo-e』京都造形芸術大学芸術館、2018年
- 『歌舞伎江戸百景　浮世絵で読む芝居見物ことはじめ』小学館、2022年　ISBN 4096823619

### 編著
- 『伝統芸能の教科書』文学通信、2023年　ISBN 4867660108

### 分担執筆
- 「天保改革と役者絵の出版」山口桂三郎編著『浮世絵の現在』勉誠出版、1999年　ISBN 4585030638
- 「鹿が通れば馬も通るぞ　鵯越の逆落とし」鈴木健一編著『義経伝説　判官びいき集大成』小学館、2004年　ISBN 4096261335
- 「南総里見八犬伝」鈴木健一編著『江戸の詩歌と小説を知る本』笠間書院、2006年　ISBN 4305703149
- 歌川派の役者絵と歌舞伎の共栄. In Laura Mueller(Eds.) Competition and Collaboration―Japanese Prints of the Utagawa School. Hotei Publishing. 2007. ISBN 9004155392
- 『奇想の江戸挿絵』辻惟雄著、集英社、2008年　ISBN 4087204405
- 「元禄期の舞台復元と絵画資料」田口章子編著『元禄上方歌舞伎復元―初代坂田藤十郎幻の舞台』勉誠出版、2009年　ISBN 4585054197
- 「歌川国芳が描いた猫」鈴木健一編著『鳥獣虫魚の文学史　日本古典の自然観１　獣の巻』三弥井書店、2011年　ISBN 4838232063
- 『ミネアポリス美術館浮世絵名品集成』ミネアポリス美術館編著、藝華書院、2011年　ISBN 978-4-9904055-6-4
- 「浮世絵に見る「黎明期の近代ナショナリズム」」平井達也・田上孝一・助川幸逸郎・黒木朋興編著『グローバリゼーション再審』時潮社、2012年　ISBN 978-4-7888-0678-8
- 『千年の百冊: あらすじと現代語訳でよむ日本の古典100冊スーパーガイド』鈴木健一編著、小学館、2013年　ISBN 4093882762
- 「古典文学と浮世絵－国芳『百人一首之内』シリーズを例に」『浸透する教養　江戸の出版文化という回路』鈴木健一編著、勉誠出版、2013年　ISBN 4585290613
- 「鯰絵と天照大神」鈴木健一編著『天空の文学史―太陽・月・星』三弥井書店、2014年　ISBN 4838232713
- (日本浮世絵博物館)『日本浮世絵博物館　浮世絵名品100選』小学館、2020年　ISBN 9784096823330
- 『東海道五十三次をよむ』鈴木健一編著、三弥井書店、2020年　ISBN 4838233744
- 「浮世絵における西洋文化の受容―詞書に注目して―」中林広一編著『アジア圏における文化の生成・受容・変容』御茶の水書房、2023年　ISBN 4275021762
- 「浮世絵・近世小説の挿絵にみるアニメーション的手法」田口章子編著『アニメと日本文化』新典社、2023年　ISBN 4787968645